# Oberhohndorf-Reinsdorfer Kohleneisenbahn

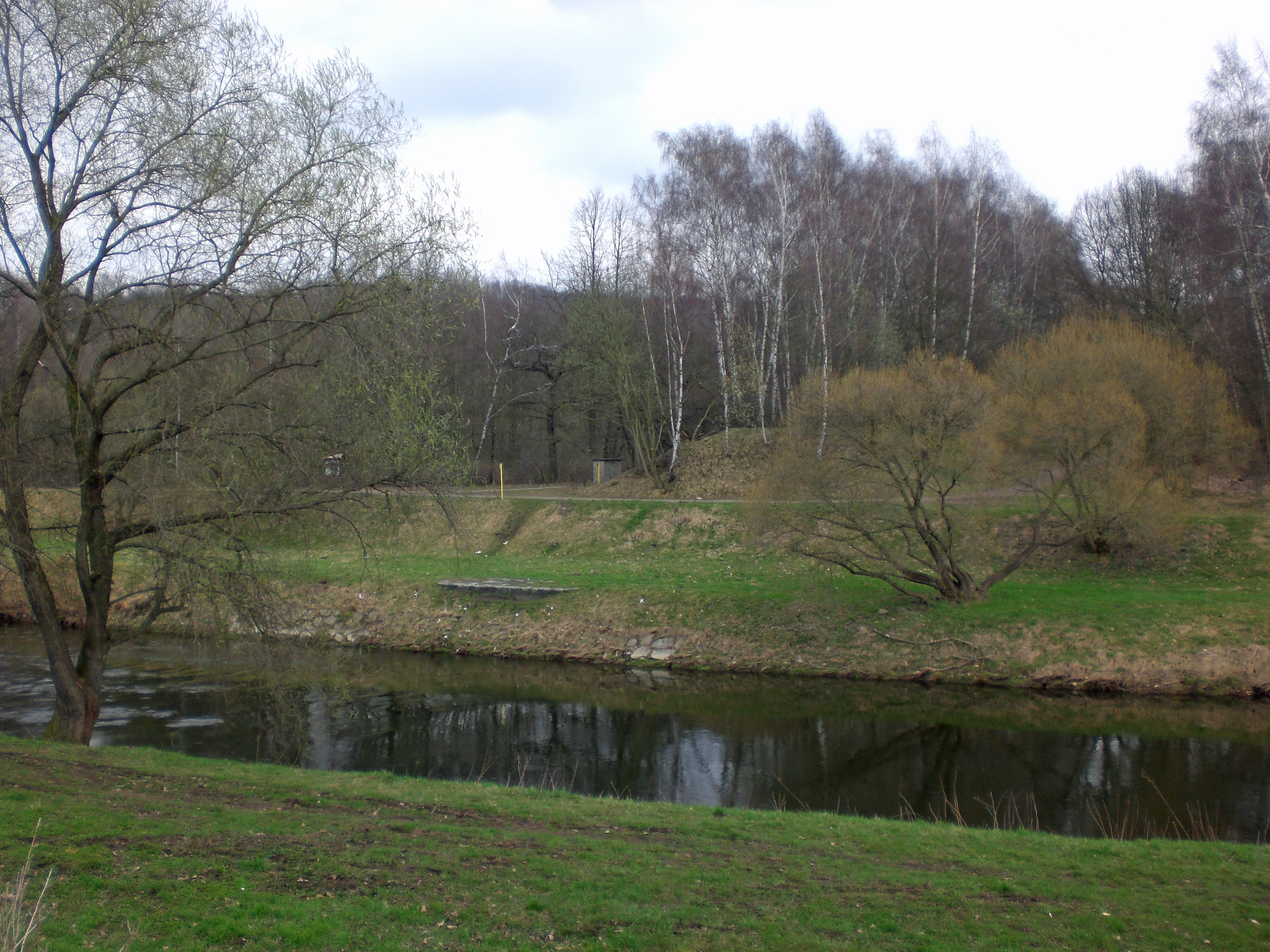
Blick über die Zwickauer Mulde auf das östliche Widerlager und Fundamentreste der Muldenbrücke sowie den Bahndamm

Die A.G. Oberhohndorf-Reinsdorfer Kohleneisenbahn war eine Eisenbahngesellschaft in Sachsen. Sie war Eigentümer der späteren Reinsdorfer Industriebahn im Zwickauer Steinkohlenrevier. 1939 wurde die Gesellschaft aufgelöst.

## Geschichte
Zur Erschließung der Steinkohlevorkommen östlich der Zwickauer Mulde bildete sich 1854 der Zwickau-Oberhohndorfer Steinkohlenbauverein, der 1857 mit dem Wilhelmschacht sein erstes Bergwerk eröffnete. Zwei weitere Bergbaugesellschaften teuften in den Jahren 1855 bis 1859 noch weitere drei Schächte ab. Zur Abfuhr der geförderten Steinkohle konstituierte sich am 10. Mai 1858 die Aktiengesellschaft Oberhohndorf-Reinsdorfer Kohleneisenbahn. Diese errichtete in den Jahren 1858 und 1859 eine Industriebahn, die im Übergabebahnhof Schedewitz begann und zu den Schächten in Oberhohndorf und Reinsdorf führte. Insgesamt standen 900.000 Reichsmark Baukapital zur Verfügung, das sowohl aus Eigenmitteln als auch durch eine Anleihe in Höhe von 275.400 Reichsmark aufgebracht wurde.
Am 25. September 1859 ging der erste Teilabschnitt der Kohlenbahn in Betrieb. Am 3. Januar 1860 war das gesamte vorgesehene Zweigbahnnetz fertiggestellt. Die Betriebsführung übernahmen die Königlich Sächsischen Staatseisenbahnen auf Kosten der Gesellschaft.
In den folgenden Jahren wurde das Netz der Kohlenbahn wesentlich erweitert. Nach wenigen Jahren erreichte die Bahn mit 14,48 Kilometern ihre größte Betriebslänge. Um 1875 bestanden Zweiggleise zu insgesamt neun Schachtanlagen auf den Fluren Oberhohndorf und Reinsdorf.
Nach der Jahrhundertwende schlossen nach und nach die meisten Schächte und ein gewinnbringender Betrieb war nicht mehr möglich. Am 31. Dezember 1939 löste sich die Gesellschaft auf. Gleise und Fahrzeuge gingen an die Deutsche Reichsbahn über, die das Streckennetz fortan als Reinsdorfer Industriebahn weiter betrieb.

## Lokomotiven
Die Gesellschaft besaß zur Betriebseröffnung zwei 1860 von Hartmann in Chemnitz gelieferte Tenderlokomotiven der Bauart 1B n2t mit den Namen OBERHOHNDORF und REINSDORF. In den Jahren 1864 und 1874 wurde je eine weitere Lokomotive dieser Bauart nachbeschafft. Mit diesen vier Lokomotiven wurde bis zur Jahrhundertwende der Gesamtverkehr abgewickelt.
In den Jahren 1901 und 1910 wurden zwei weitere Lokomotiven neu erworben. Sie entsprachen den Gattungen V T bzw. I TV der Staatsbahn. Außerdem sollen die beiden Lokomotiven ADHÄSION und ROLLE eingesetzt worden sein.
| 1 | OBERHOHNDORF | 1'B n2t   | 1860 | Hartmann                   | 155  | baugleich zu sä. IIb T                                                                         |
| 2 | REINSDORF    | 1'B n2t   | 1860 | Hartmann                   | 155  | baugleich zu sä. IIb T                                                                         |
| 3 | SCHAFF       | 1'B n2t   | 1864 | Hartmann                   | 214  | baugleich zu sä. IIb T, benannt nach dem Direktor der Bahngesellschaft, Georg Theodor Schaff   |
| 4 | SCHEDEWITZ   | 1'B n2t   | 1874 | Hartmann                   | 809  | baugleich zu sä. IIb T                                                                         |
| - | ADHÄSION     | C n2t     | 1873 | Hartmann                   | 699  | baugleich zu sä. V T                                                                           |
| - | ROLLE        | C n2t     | 1874 | Hartmann                   | 790  | baugleich zu sä. V T                                                                           |
| 5 | OR 5         | C n2t     | 1901 | Sächsische Maschinenfabrik | 1273 | baugleich zu sä. V T, 1940 als 89 268" an DR, nach 1945 als Reparationsleistung an Sowjetunion |
| 6 | OR 6         | B'B' n4vt | 1910 | Sächsische Maschinenfabrik | 3404 | baugleich zu sä. I TV, 1940 als 98 015" an DR                                                  |